# Visbeck (Adelsgeschlecht, Meschede)

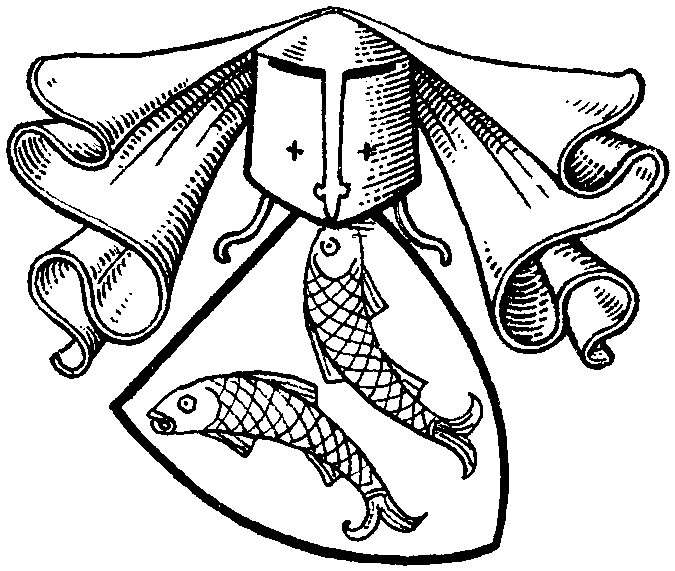
Wappen derer von Visbeck im Wappenbuch des Westfälischen Adels

Visbeck (auch: Visbeke, Visbecke o. ä.) ist der Name eines erloschenen westfälischen Adelsgeschlechts.
Die hier behandelte Familie ist von den ebenfalls westfälischen, aber wappenverschiedenen und nichtverwandten Adelsgeschlechtern Visbeck zu Dülmen und Visbeck zu Minden zu unterscheiden.

## Geschichte
Das hier betrachtete Geschlechts hat seinen Namen vom Ort Visbeck, heute ein Stadtteil von Meschede. Die Familie stellte Burgmänner zu Grevenstein.
1242 tritt Ritter Conrad von Visbeck auf, als er urkundlich auf jegliche Ansprüche an die von ihm verkauften Güter in Nuttlar verzichtete. Im Folgenden erscheint derselbe mehrfach als Zeuge für Urkunden des Stifts Meschede. 1273 wird Ritter Conradus auch zusammen mit einem weiteren Familienmitglied, Theodericus von Visbeke genannt. Auch 1308 und 1309 erscheint ein Theoderich von Visbeke als Urkundenzeuge.
Tonyese von Visbeke kaufte 1403 das Gut in dem Campe zu Kückelheim und ein Gut zu Isingheim. Im weiteren Verlauf des 15. Jahrhunderts kaufte Folpert von Visbeck verschiedene Güter. 1434 erwarb er eine Wiese bei Visbeck unter dem Hasenkroken, einen Anteil am Zehnten zu Herblinghausen, drei Stücke Land, die Hermann Schreder besessen hatte, und vier Morgen Land, die Ude von Calle zuvor hatte. Nur zwei Jahre später erwarb Folpert von Visbeck einen Zehnten zu Visbeck, ein Gut zu Visbeck, Anteile am Gut zu Altenhellefeld und die Hälfte von drei Kotten zu Altenhellefeld. 1440 schlossen Folpert von Visbeck und sein Bruder Diderich einen Teilungsvertrag, nach dem Folpert Diderich 26 rheinische Gulden zahlen musste, deren Erhalt Diedrich quittierte. 1448 kauften Folpert von Visbeke und seine Frau Greyte von Hückelheim das Dorf, Erbe und Gut zu Hukelhem mit Gehölz, Zehnten und Wiesen.
1481 wurde Diderik von Visbeke genannt Kalle mit Gütern zu Brullinchusen zu Meschede belehnt. Sein Bruder Hermann von Visbeck, Abt des Klosters Grafschaft, sollte die Urkunde besiegeln.

## Persönlichkeiten
- Hermann von Visbeck, († 1484 oder 1489), 1472–1483 Abt des Klosters Grafschaft

## Wappen
Blasonierung: Zwei auseinander gebogene aufrechte Fische. Helmzier und Tingierung sind nicht überliefert.
Der Ort Visbeck nahm das Wappen der Herren von Visbeck in leicht abgewandelter Form an:

Wappen des Ortes Meschede-Visbeck